# Descholaryzacja społeczeństw
Descholaryzacja społeczeństw – jedna z koncepcji pedagogicznych, która zakłada, że proces uczenia się jest tą aktywnością człowieka, która nie wymaga kierowania z zewnątrz przez innych, lecz przede wszystkich zapewnienia swobodnego dostępu do źródeł informacji i dobrowolności. 
Koncepcję tę sformułował po raz pierwszy Ivan Illich w 1971 roku. Twierdził on, że społeczeństwo przemysłowe wytworzyło specyficzne podejście do dzieciństwa, w którym instytucja szkoły pełni dużą rolę i dodatkowo jest podporządkowana ideologii takiego społeczeństwa. Ponadto opresyjny charakter systemu szkolnictwa nie powinien być przyczyną prób odnowy, gdyż jedyną realną w takim przypadku alternatywą dla instytucji edukacyjnych jest ich całkowita likwidacja. 
Proces, którego celem jest wyzwolenie jednostki spod mechanizmów instytucjonalnej dyskryminacji, prowadzi nieuchronnie do zmiany całej struktury społecznej. Uzasadnienie takiego działania jest oparte na założeniu antropologicznym, zgodnie z którym wiek, stopień dojrzałości, cechy osobowościowe nie wpływają na stopień odpowiedzialności każdego człowieka za własny rozwój i powinien on uczyć się zgodnie z własnymi potrzebami i możliwościami. 
Zdescholaryzowane społeczeństwo powinno w założeniu realizować trzy główne cele edukacyjne:
1. Każdemu, kto chce się uczyć, w dowolnym momencie życia prawo do korzystania z zasobów informacji musi być zapewnione.
2. Każdy, kto chce się dzielić swoimi wiadomościami, jest upoważniony do wyszukiwania tych, którzy chcą się od niego uczyć.
3. Każdy, kto chce przedstawić jakąś kwestię ogółowi, powinien mieć okazję, by to zrobić.